# Melitturga caucasica
Melitturga caucasica là một loài Hymenoptera trong họ Andrenidae. Loài này được Morawitz mô tả khoa học năm 1878.